# Biatlon la Jocurile Olimpice de iarnă din 2018
Probele sportive de biatlon la Jocurile Olimpice de iarnă din 2018 s-au desfășurat în perioada 9-23 februarie 2018 la Pyeongchang, Coreea de Sud, la Centrul de biatlon Alpensia. Numărul de probe masculin este egal cu cel feminin (5-5) la care se va adăuga o probă de ștafetă mixtă.

## Calificări
În cadrul Jocurilor au putut participa 230 de sportivi (115 bărbați și 115 femei). Primele 218 de alocări de locuri au fost atribuite folosind o combinație de scoruri din Cupa Națiunilor cu primii 3 atleți în competițiile individuale, sprint și ștafetă din cadrul sezonului 2016-2017 al Cupei Mondială. Ultimile 12 locuri au fost alocate în timpul sezonului 2017-2018 al Cupei Mondială, pentru națiuni care nu au avut sportivi calificați, cu un maxim de două locuri pe națiune.
| Națiuni                    | Masculin | Feminin | Total |
| -------------------------- | -------- | ------- | ----- |
| Austria                    | 6        | 5 3     | 9     |
| Belgia                     | 2        | 0       | 2     |
| Belarus                    | 5        | 5       | 10    |
| Bulgaria                   | 5        | 5       | 10    |
| Canada                     | 5        | 5       | 10    |
| China                      | 0        | 2       | 2     |
| Cehia                      | 5        | 6       | 11    |
| Estonia                    | 5        | 1       | 6     |
| Finlanda                   | 5 3      | 5       | 8     |
| Franța                     | 6        | 6       | 12    |
| Germania                   | 6        | 6       | 12    |
| Marea Britanie             | 0        | 1       | 1     |
| Italia                     | 5        | 6       | 11    |
| Japonia                    | 1        | 5       | 6     |
| Kazahstan                  | 5        | 5       | 10    |
| Letonia                    | 2        | 1       | 3     |
| Lituania                   | 2        | 2       | 4     |
| Norvegia                   | 6        | 5       | 11    |
| Polonia                    | 2        | 5       | 7     |
| România                    | 5        | 1       | 6     |
| AOR                        | 6 2      | 5 2     | 4     |
| Slovacia                   | 5        | 5       | 10    |
| Slovenia                   | 5        | 2       | 7     |
| Coreea de Sud              | 1        | 5       | 6     |
| Suedia                     | 5        | 5       | 10    |
| Elveția                    | 5        | 5       | 10    |
| Ucraina                    | 5        | 6       | 11    |
| Statele Unite ale Americii | 5        | 5       | 10    |
| Total: 28 țări             | 109      | 110     | 219   |

## Sumar medalii

### Clasament pe țări
| Loc | Țară           | Aur | Argint | Bronz | Total |
| --- | -------------- | --- | ------ | ----- | ----- |
| 1   | Germania (GER) | 3   | 1      | 3     | 7     |
| 2   | Franța (FRA)   | 3   | 0      | 2     | 5     |
| 3   | Suedia (SWE)   | 2   | 2      | 0     | 4     |
| 4   | Norvegia (NOR) | 1   | 3      | 2     | 6     |
| 5   | Slovacia (SVK) | 1   | 2      | 0     | 3     |
| 6   | Belarus (BLR)  | 1   | 1      | 0     | 2     |
| 7   | Cehia (CZE)    | 0   | 1      | 1     | 2     |
| 8   | Slovenia (SLO) | 0   | 1      | 0     | 1     |
| 9   | Italia (ITA)   | 0   | 0      | 2     | 2     |
| 10  | Austria (AUT)  | 0   | 0      | 1     | 1     |
|     | Total          | 11  | 11     | 11    | 30    |

### Masculin
| Probă sportivă              | Aur                                                                                    | Aur       | Argint                                                                                         | Argint    | Bronz                                                                       | Bronz     |
| Individual 20 km detalii    | Johannes Thingnes Bø · Norvegia (NOR)                                                  | 48:03,8   | Jakov Fak · Slovenia (SLO)                                                                     | 48:09,3   | Dominik Landertinger · Austria (AUT)                                        | 48:18,0   |
| Sprint 10 km detalii        | Arnd Peiffer · Germania (GER)                                                          | 23:38,8   | Michal Krčmář · Cehia (CZE)                                                                    | 23:43,2   | Dominik Windisch · Italia (ITA)                                             | 23:46,5   |
| Urmărire 12,5 km detalii    | Martin Fourcade · Franța (FRA)                                                         | 32:51,7   | Sebastian Samuelsson · Suedia (SWE)                                                            | 33:03,7   | Benedikt Doll · Germania (GER)                                              | 33:06,8   |
| Start în bloc 15 km detalii | Martin Fourcade · Franța (FRA)                                                         | 35:47,3   | Simon Schempp · Germania (GER)                                                                 | 35:47,3   | Emil Hegle Svendsen · Norvegia (NOR)                                        | 35:58,5   |
| Ștafetă 4x7,5 km detalii    | Suedia (SWE) · Peppe Femling · Jesper Nelin · Sebastian Samuelsson · Fredrik Lindström | 1:15:16,5 | Norvegia (NOR) · Lars Helge Birkeland · Tarjei Bø · Johannes Thingnes Bø · Emil Hegle Svendsen | 1:16:12,0 | Germania (GER) · Erik Lesser · Benedikt Doll · Arnd Peiffer · Simon Schempp | 1:17:23,6 |

### Feminin
| Probă sportivă                | Aur                                                                                      | Aur       | Argint                                                                     | Argint    | Bronz                                                                                 | Bronz     |
| Individual 15 km detalii      | Hanna Öberg · Suedia (SWE)                                                               | 41:07,2   | Anastasiya Kuzmina · Slovacia (SVK)                                        | 41:31,9   | Laura Dahlmeier · Germania (GER)                                                      | 41:48,4   |
| Sprint 7,5 km detalii         | Laura Dahlmeier · Germania (GER)                                                         | 21:06,2   | Marte Olsbu · Norvegia (NOR)                                               | 21:30,4   | Veronika Vítková · Cehia (CZE)                                                        | 21:32,0   |
| Urmărire 10 km detalii        | Laura Dahlmeier · Germania (GER)                                                         | 30:35,3   | Anastasiya Kuzmina · Slovacia (SVK)                                        | 31:04,7   | Anaïs Bescond · Franța (FRA)                                                          | 31:04,9   |
| Start în bloc 12,5 km detalii | Anastasiya Kuzmina · Slovacia (SVK)                                                      | 35:23,0   | Darya Domracheva · Belarus (BLR)                                           | 35:41,8   | Tiril Eckhoff · Norvegia (NOR)                                                        | 35:50,7   |
| Ștafetă 4x6 km detalii        | Belarus (BLR) · Nadezhda Skardino · Iryna Kryuko · Dzinara Alimbekava · Darya Domracheva | 1:12.03,4 | Suedia (SWE) · Linn Persson · Mona Brorsson · Anna Magnusson · Hanna Öberg | 1:12.14,1 | Franța (FRA) · Anaïs Chevalier · Marie Dorin Habert · Justine Braisaz · Anaïs Bescond | 1:12.21,0 |

### Mixt
| Probă sportivă  | Aur                                                                                   | Aur       | Argint                                                                                    | Argint    | Bronz                                                                           | Bronz     |
| Ștafetă detalii | Franța (FRA) · Marie Dorin Habert · Anaïs Bescond · Simon Desthieux · Martin Fourcade | 1:08:34,3 | Norvegia (NOR) · Marte Olsbu · Tiril Eckhoff · Johannes Thingnes Bø · Emil Hegle Svendsen | 1:08:55,2 | Italia (ITA) · Lisa Vittozzi · Dorothea Wierer · Lukas Hofer · Dominik Windisch | 1:09:01,2 |